# ひたむき
『ひたむき』は、SUPER BEAVERの16枚目のシングル。2022年11月30日にソニー・ミュージックレコーズよりリリースされた。

## 概要
前作より1年4ヶ月ぶりとなるシングル。表題曲はテレビアニメ「僕のヒーローアカデミア」第6期オープニングテーマ。

2022年10月19日に行われたアリーナツアー『都会のラクダSP 〜東京ラクダストーリービヨンド〜』初日にライブ初披露された。

### 仕様
「通常盤」「初回生産限定盤」「期間生産限定盤」の3形態で発売。期間生産限定盤のジャケットはアニメ「僕のヒーローアカデミア」の登場キャラクターが描かれており、アニメのノンクレジットオープニング映像が収録された特典DVD、書き下ろしイラスト絵柄ステッカー2枚が封入されている。

## チャート成績
2022年12月12日付のオリコン週間シングルランキングでは初動約8千枚を売り上げ、週間13位にランクインした。

## ミュージック・ビデオ
2022年11月23日に公開。監督は夏目現。2023年3月現在130万回以上再生されている。

## 収録曲
全曲作詞・作曲：柳沢亮太、編曲：SUPER BEAVER
1. ひたむき
2. 秘密 -Acoustic ver.-
アルバム『27』収録曲のアコースティックアレンジ
3. ひたむき -Anime size-（期間生産限定盤のみ）

初回生産限定盤DVD
1. ひたむき (Music Video)
2. ひたむき (MVメイキング映像)
3. 自宅のラクダ 特別編

期間生産限定盤DVD
1. ひたむき (Music Video)
2. TVアニメ『僕のヒーローアカデミア』第6期ノンクレジットオープニング映像

## テレビ演奏
- 2022年12月3日 - NHK「Venue101」[9]
- 2022年12月31日 - TBS系「CDTVライブ!ライブ!年越しスペシャル! 2022→2023」（新春お年玉10連発メドレー）[10]
- 2023年1月3日 - 日本テレビ系「バズリズム02」[11]